# Sitio de Constantinopla (626)
El sitio de Constantinopla de 626 por parte de los ávaros, con ayuda de numerosas fuerzas aliadas eslavas, y los persas sasánidas, concluyó en una victoria estratégica de los bizantinos. El fracaso del asedio salvó al imperio del colapso, y combinado con otras victorias obtenidas por Heraclio el año anterior en 627, permitió a Bizancio recuperar territorios que le habían arrebatado los persas al principio de la guerra y acabar con las destructivas guerras romano-sasánidas al firmar un tratado de paz favorable a Bizancio con las fronteras de 590.

## Antecedentes
En 602, Focas depuso a Mauricio, el en ese entonces emperador del Imperio bizantino, y estableció un reinado de terror e incompetencia, llevando al imperio a la anarquía. Esto, sumado a la mala administración religiosa y civil dejó al imperio en un estado deplorable cuando el rey sasánida Cosroes II atacó, usando el golpe de Estado como un pretexto para iniciar la guerra. La guerra comenzó bien para los persas, hasta que solo Anatolia se encontraba en manos de los romanos. Más adelante, Focas fue depuesto por el hijo del en ese entonces exarca de África, Heraclio. Heraclio, un general con poca experiencia pero mucha energía, rápidamente comenzó a corregir las dañinas políticas que había adoptado Focas durante su reinado. Aun así, pese a sus ofensivas en Mesopotamia (actualmente Irak), Heraclio no pudo evitar que las fuerzas persas asediaran la capital desde Calcedón. Desde el 14-15 de mayo de 626 estallaron disturbios en Constantinopla contra Juan Sismos porque pretendía cancelar las raciones de pan de los guardias imperiales y aumentar el precio del pan de 3 a 8 folles. Aunque estas acciones se realizaron para conservar recursos, fue despedido. Aun así, la agitación en la ciudad continuó.

## El sitio

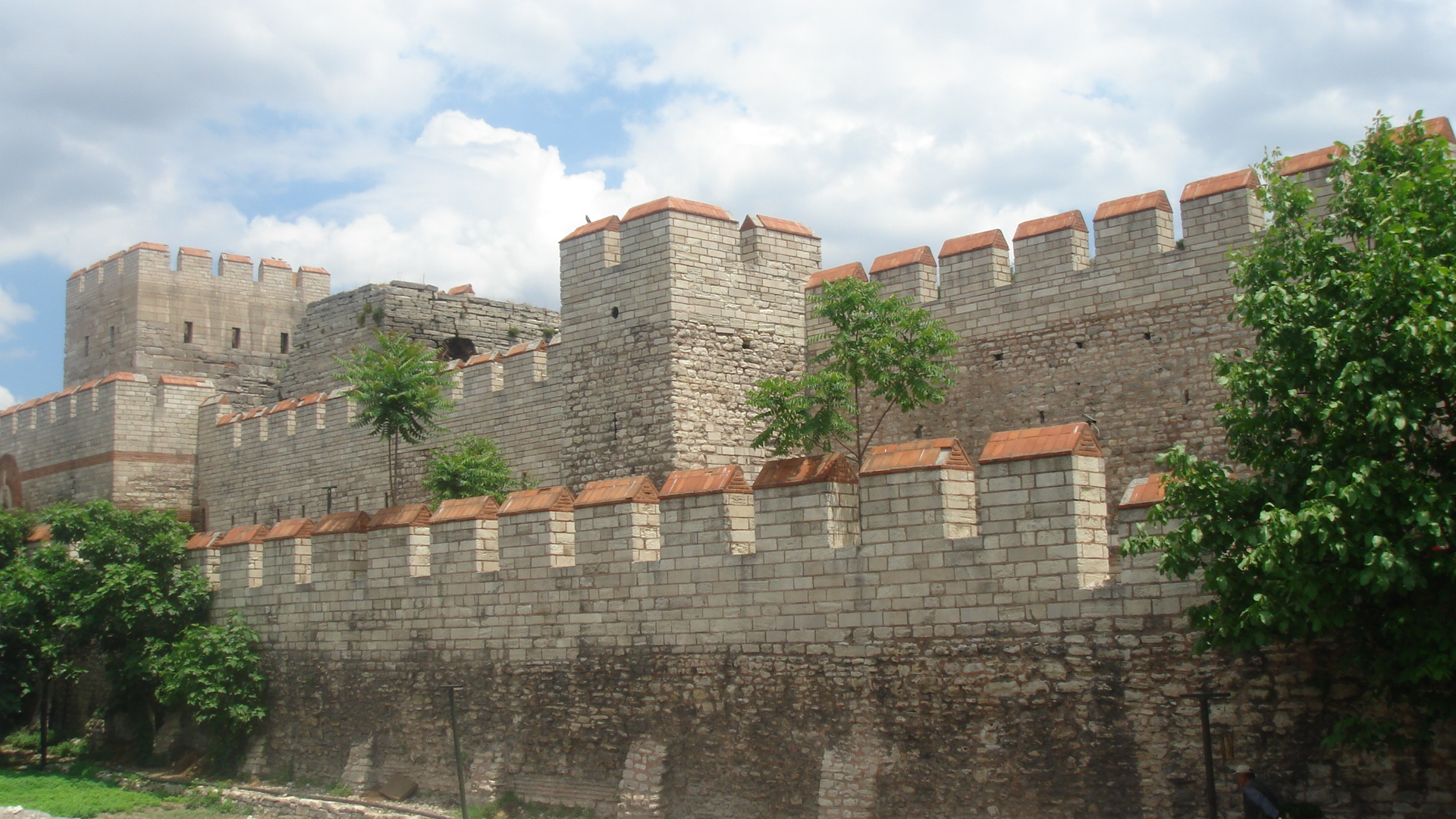
Sección restaurada de las murallas de Constantinopla.

Los persas llegaron a Calcedón antes de que Focas fuera depuesto, pero el asedio sólo se hizo claro una vez que los ávaros, aliados de los persas, comenzaron a mover equipo de asedio hacia las Murallas de Teodosio.
Afortunadamente para los defensores, la capital contaba con unos doce mil soldados, encuadrados en cuerpos de caballería —por lo general grupos bien armados de la caballería greco-romana de la época—. Además, dentro de la ciudad se encontraba el patriarca de Constantinopla, cuyos llamados al fanatismo religioso entre los campesinos de los alrededores de la capital fueron más efectivos por el hecho de que se enfrentaban a paganos. Gracias a estos factores, todos los asaltos de los atacantes fracasaron. Cuando las flotas persas y ávaras fueron hundidas en dos batallas diferentes, los atacantes entraron en pánico y abandonaron el sitio, aparentemente al creer que había una intervención divina a favor de Bizancio.

## Consecuencias
La derrota de los persas llegó justo después de que se recibieran noticias de otra victoria bizantina, donde el hermano de Heraclio: Teodoro había vencido al general persa Shahin Vahmanzadegan. Seguidamente, Heraclio emprendió una nueva invasión de Mesopotamia y derrotó a otro ejército persa en Nínive. Luego marchó hacia Ctesifonte, donde la anarquía reinante le permitió obtener términos más favorables; el rey persa había sido depuesto y sustituido por otro. Finalmente los persas se vieron obligados a retirarse y devolver Egipto, el Levante y todos los territorios imperiales de Mesopotamia y Armenia que hubiesen estado bajo control romano en el momento del último trato de paz en 595. Una vez concluida la guerra, persas y bizantinos no se volverían a enfrentar en el campo de batalla hasta la invasión árabe-islámica del Levante.